# 諾曼·艾布拉姆森
諾曼·艾布拉姆森（英語：Norman Abramson，1932年4月1日—2020年12月1日），生於麻塞諸塞州波士頓，美國電腦科學家，開發出ALOHAnet無線通訊系統。

## 生平
1953年，在哈佛大學取得物理學學士。1955年，於洛杉磯加利福尼亞大學取得物理學碩士。這期間，他在休斯飛機公司擔任研發工程師。
1956年，進入史丹福大學，1958年在史丹福大學取得電機工程博士學位，之後在史丹福大學繼續博士後研究。